# Канонер (интернет-газета)
«Каноне́р» — интернет-газета, освещающая события в Санкт-Петербурге и Ленинградской области. Основная идея — следить за изменением облика Санкт-Петербурга.

## История
Издание появилось в 2005 году под названием «Санкт-Петербургская интернет-газета» (СПИГ). Его прежний адрес — www.spb-gazeta.narod.ru. Основная тематика — проблемы строительства и реконструкции, транспорт, дороги. С сентября 2007 года в СПИГ появилась лента новостей.
В январе 2009 года интернет-газета перешла на новый адрес — karpovka.net и получила новое название — «Карповка» (по петербургской реке Карповке), по аналогии с другим «речным» названием — «Фонтанка.ру». Создателем, главным редактором и владельцем доменного имени является журналист Д. С. Ратников.
В августе 2011 года «Карповка» была зарегистрирована как электронное СМИ, учредителем стало ООО «Максмедиа». Ратников сохранил за собой должность главного редактора «Карповки».
В сентябре 2013 года учредители «Карповки», в числе которых был заявлен владелец группы «Размах» И. В. Тупальский, объявили о создании нового электронного СМИ — «агентства актуальной информации „Телеграф“» (на тот момент главный редактор — Алексей Коломенцев). Ратников принял решение покинуть проект, сообщив, что имеет противоречия с учредителями по поводу развития проекта. «Карповке», по его словам, уготована роль «тематического блока» при «Телеграфе». При этом доменное имя karpovka.net Ратников оставил за собой, но предоставил право компании «Максмедиа» пользоваться им без ограничений. С 1 октября 2013 года врио главного редактора «Карповки» стала Ирина Тищенко, которая до этого возглавляла отдел информации газеты «Невское время». В ноябре главным редактором была назначена Ксения Чепига, возглавлявшая некогда в прошлом интернет-газету «Санкт-Петербург.ру».
17 февраля 2014 года содержание сайта по адресу karpovka.net обновилось по состоянию на 30 сентября 2013 года (день ухода Ратникова) — все более поздние материалы с сайта исчезли. Ратников, как владелец домена, пояснил, что такие меры стали ответом на попытку нынешнего руководства СМИ обесценить раскрученный домен: компания «Максмедиа» пыталась перевести все основные интернет-показатели, в том числе выдачу в поисковиках и цитируемость, на новый домен — karpovka.com. Тогда же Ратников объявил о том, что ресурс под его руководством продолжит работу. Таким образом, в Петербурге появились две «Карповки», но с разными адресами. Сейчас обе «Карповки» работают независимо друг от друга и ежедневно обновляются. При этом свидетельство о регистрации СМИ осталось у karpovka.com, а владелец karpovka.net заявил, что в ходе работы статус официального СМИ «Карповке» ни разу не понадобился, поэтому регистрироваться он не будет.
С начала марта 2014 года издание существовало под названием «Старая Карповка», а в начале октября было переименовано в «Канонер». Первое время издание было доступно не только на новом домене kanoner.com, но и по старому адресу karpovka.net.
К 2016 году сайт стал самым цитируемым строительным СМИ Санкт-Петербурга, сохранив этот статус в последующие годы.
С января 2021 года все материалы сайта доступны по свободной лицензии Creative Commons Attribution 4.0 (CC BY 4.0).

## Содержание
Портал ведет учёт заброшенных («Заброшенный Петербург») и разрушенных («Разрушенный Петербург») зданий, построенных до революции, в сталинское время или имеющих прочую историческую и культурную ценность.
Основной акцент сделан на ежедневных новостях, преимущественно связанных со строительством и реконструкцией зданий, дорог и прочих объектов в Петербурге и его окрестностях. Основная идея — следить за тем, как меняется Петербург. Также сайт уделяет внимание политическим новостям, происшествиям, транспортным и экологическим проблемам. На сайте нет «желтых» материалов (о жизни звезд, криминале) и федеральных новостей.
«Канонер» активно работает с читателям и другими информаторами, перепроверяет информацию в профильных структурах. Сайт использует записи, появившиеся на интернет-форумах, на страницах «Живых журналов», социальных сетей, при этом информация публикуется только тогда, когда точно известно, кто скрывается под тем или иным ником.

## Проекты
Весной 2012 года «Карповка» и «Фонтанка.ру» запустили голосование по вопросу необходимости возвращения исторических названий улицам и площадям Санкт-Петербурга. По результатам губернатора Г. С. Полтавченко принял решение ввести трехлетний мораторий на переименование. «Карповка» и «Фонтанка.ру» в прямом эфире смольнинского телеканала «Санкт-Петербург» получили благодарность от вице-губернатора В. Н. Кичеджи.

## Отзывы
Сайт включен в проекты Google News и «Яндекс.новости». На содержимое сайта ссылались средства массовой информации: «Росбалт-Петербург», «Эхо Москвы», «Аргументы и факты — Петербург» и др.
Вместе с тем существовали и критические отзывы о деятельности интернет-издания. Так, в публикации портала «ЖурДом» интернет-газета «Карповка» обвинялась в чрезмерной лояльности к деятельности бизнесмена И. Тупальского и его группы компаний «Размах».

## Награды
- 2-е место в общегородском журналистском конкурсе «СаМИ-2010» (после «Фонтанки.ру»)[22]
- Диплом вице-губернатора Санкт-Петербурга С. А. Козырева за «лучший репортаж, направленный на формирование бережного отношения к городской среде»[23][24]
- 3-е место в общегородском журналистском конкурсе «СаМИ-2011» (после «Фонтанки.ру» и «Балтинфо»)[25][26][27]
- 2-е место в общегородском журналистском конкурсе «СаМИ-2012» (после «Фонтанки.ру»)[28]
- В 2013 году Д. С. Ратников за создание «Карповки» стал победителем конкурса «Золотое перо-2012» в номинации «Перспектива»[29][30][31][32].
- По итогам 2016—2020 годов «Канонер» являлся самым цитируемым строительным СМИ Санкт-Петербурга и Ленинградской области по данным «Медиалогии»[33]

## Социальные сети
«Канонер» ведёт сообщества в социальный сетях ВКонтакте, Facebook и Twitter.